# Folie à deux (X-Files)
Folie à deux (Folie à deux) est le 19e épisode de la saison 5 de la série télévisée X-Files. Dans cet épisode, un homme qui pense que son patron est un monstre entreprend une prise d'otages et transmet sa paranoïa à Mulder.
Le costume du monstre, jugé ridicule par l'équipe de tournage, a dû être totalement recréé numériquement en postproduction, un travail long et délicat. L'épisode a obtenu des critiques très favorables.

## Résumé
À Oak Brook, dans l'Illinois, Gary Lambert, un employé de télémarketing pour la société VinylRight, voit son patron, Greg Pincus, se transformer en monstre insectoïde. À la suite de la diffusion d'un manifeste enregistré anonyme, évoquant un monstre et comportant des menaces, VinylRight alerte le FBI. Skinner charge Mulder et Scully d'enquêter mais Mulder, qui pense que c'est un canular, décide de partir seul.
Après avoir vu sa collègue Nancy Aaronson être convoquée dans le bureau de Pincus et ressortir transformée en zombie, Lambert prend en otages Pincus et les autres employés. Mulder, arrivé sur ces entrefaites, est lui aussi pris en otage. Lambert tue un autre employé qu'il pense être un zombie et demande à passer à la télévision. Un membre du SWAT déguisé en caméraman est envoyé et, alors que Lambert, croyant passer à l'antenne, tente de démasquer publiquement Pincus, Mulder voit pendant un instant ce dernier prendre une forme insectoïde. Juste après, le SWAT investit les lieux et Lambert est tué.
Mulder s'aperçoit que Pincus était à chaque fois présent lors d'autres incidents similaires dans plusieurs parties du pays et en parle à Scully mais celle-ci pense qu'il est victime d'une folie à deux transmise par Lambert. Lors de l'autopsie du corps de l'employé tué par Lambert, Scully observe néanmoins que la décomposition est plus avancée qu'elle ne le devrait. Mulder, qui continue à surveiller Pincus, le suit jusque chez Gretchen Starns, une de ses employées, et le voit se transformer. Il entre par effraction et voit Gretchen Starns sous forme de zombie. Réprimandé par Skinner, Mulder perd à nouveau son sang-froid devant Pincus. Il est maîtrisé par Skinner et placé sous sédation dans un hôpital.
Mulder tente à nouveau de convaincre Scully et lui parle des piqures que fait le monstre à l'arrière du cou de ses victimes. Scully vérifie sur le corps à la morgue et trouve des traces de piqures. Mulder, attaché à son lit d'hôpital, voit le monstre à la fenêtre de sa chambre et alerte l'infirmière, mais celle-ci ouvre la fenêtre. Revenant rendre visite à Mulder, Scully est arrêtée par l'infirmière et la voit brièvement sous l’apparence d'un zombie. Courant jusqu'à la chambre de Mulder, elle tire sur une forme monstrueuse qui s'enfuit par la fenêtre. À la lecture du rapport de Scully, et devant la disparition soudaine de Pincus et des personnes qu'il avait prétendument contaminé, Skinner réintègre Mulder dans ses fonctions. Scully évoque toutefois devant Mulder l'hypothèse qu'il lui ait à son tour transmis sa folie. À Camdenton, dans le Missouri, un employé de télémarketing est soudainement pris des mêmes visions que celles de Lambert.

## Distribution
- David Duchovny : Fox Mulder
- Gillian Anderson : Dana Scully
- Mitch Pileggi : Walter Skinner
- Brian Markinson : Gary Lambert
- John Apicella : Greg Pincus
- Roger Cross : l'agent Rice
- Cynthia Preston : Nancy Aaronson

## Production
Vince Gilligan, scénariste de l'épisode, explique que l'inspiration lui en est venue avec l'idée qu'il y a « un monstre aux alentours que nous seuls pouvons voir - la définition clinique de la folie ». Le titre est une référence directe à la folie à deux, une forme de psychose partagée par deux personnes après avoir été transmise de l'une à l'autre.
Pour les scènes se déroulant chez Gretchen Starns, l'équipe de production envisage d'abord de tourner dans une banlieue  résidentielle aux tons pastel dans le style de celles des films Edward aux mains d'argent (1990) et The Truman Show (1998). Cependant, trouver un quartier adéquat s'avère très difficile et le choix se tourne alors vers une maison au style « plus effrayant » de North Vancouver. La scène où le monstre rampe sur un plafond de cette maison est filmée sur un plateau décoré à l'envers, les images étant ensuite renversées en postproduction. La scène du véhicule blindé fracassant un mur des locaux de VinylRight est tournée dans un studio spécialement construit pour l'occasion.
Le costume du monstre, porté par une cascadeuse, est largement tourné en ridicule par l'équipe du tournage. En le voyant, l'acteur Brian Markinson s'exclame « C'est ça qui est censé me rendre fou ? », alors que le réalisateur Kim Manners déclare à qui veut l'entendre que sa carrière sera finie une fois l'épisode diffusé, et que Vince Gilligan reconnaît que l'aspect « trop sophistiqué » du costume le rend plutôt comique. Afin que ce problème soit résolu, la technicienne des effets spéciaux Laurie Kallsen-George efface complètement le monstre des images, avant de le reconstituer par infographie et d'ajouter un rapide effet de flou. Le monstre n'est ainsi pas clairement visible, ce qui rend l'épisode plus effrayant et réaliste selon Gilligan. Ce travail sur les effets du monstre prend beaucoup de temps et n'est terminé que quelques heures avant la première diffusion de l'épisode.

## Accueil

### Audiences
Lors de sa première diffusion aux États-Unis, l'épisode réalise un score de 11 sur l'échelle de Nielsen, avec 17 % de parts de marché, et est regardé par 17,63 millions de téléspectateurs.

### Accueil critique
L'épisode a recueilli des critiques globalement très positives. Pour Todd VanDerWerff, du site The A.V. Club, qui lui donne la note de A, c'est un « excellent » épisode, « imprévisible et plein de rebondissements », qui commence en étant centré sur Mulder avant de s'inverser lentement pour s'orienter sur Scully et qui comporte un monstre formidable, « essentiellement suggéré à travers les sons et les ombres » et qui « fonctionne également à un niveau métaphorique ». Dans leur livre sur la série, Robert Shearman et Lars Pearson lui donnent la note de 4/5, estimant que l'épisode est une « extension logique du shérif a les dents longues » et qu'il parvient à être à la fois « une comédie et une histoire de monstre efficace » tout en établissant un portrait touchant des relations entre Mulder et Scully.
Paula Vitaris, de Cinefantastique, lui donne la note de 3/4, le qualifiant d'épisode « le plus effrayant de la saison » qui bénéficie de surcroît d'une très bonne mise en scène, d'une interprétation « très juste » de John Apicella et d'une délectable incertitude sur la nature du monstre. Pour le site Le Monde des Avengers, cet « épisode particulièrement virtuose se révèle un aussi troublant que terrifiant voyage au pays du cauchemar », dans lequel le scénario « suprêmement habile » est sublimé par la réalisation et la musique, et qui se double « d'une critique caustique de l'entreprise moderne ». John Keegan, du site Critical Myth, lui donne la note de 7/10, évoquant un « épisode plaisant » qui comporte à la fois « un élément effrayant et une exploration psychologique des personnages » tout en introduisant une « métaphore sur l'univers du travail de bureau ».